# حارة سيناء- حافون (المعلا)
حارة سيناء- حافون هي إحدى حارات حي ناصر الواقع بمديرية المعلا التابعة لمحافظة عدن، بلغ تعداد سكانها 1586 نسمة حسب تعداد اليمن لعام 2004.